# Bola de sementes
Bolas de sementes (em inglês, seed balls), são pequenas bolas feitas com argila, compostos orgânicos, sementes e água, que servem para semear flores, frutas e outras plantas, em terrenos baldios, praças, beira de estradas e áreas sem vegetação, ou mesmo para cultivo.

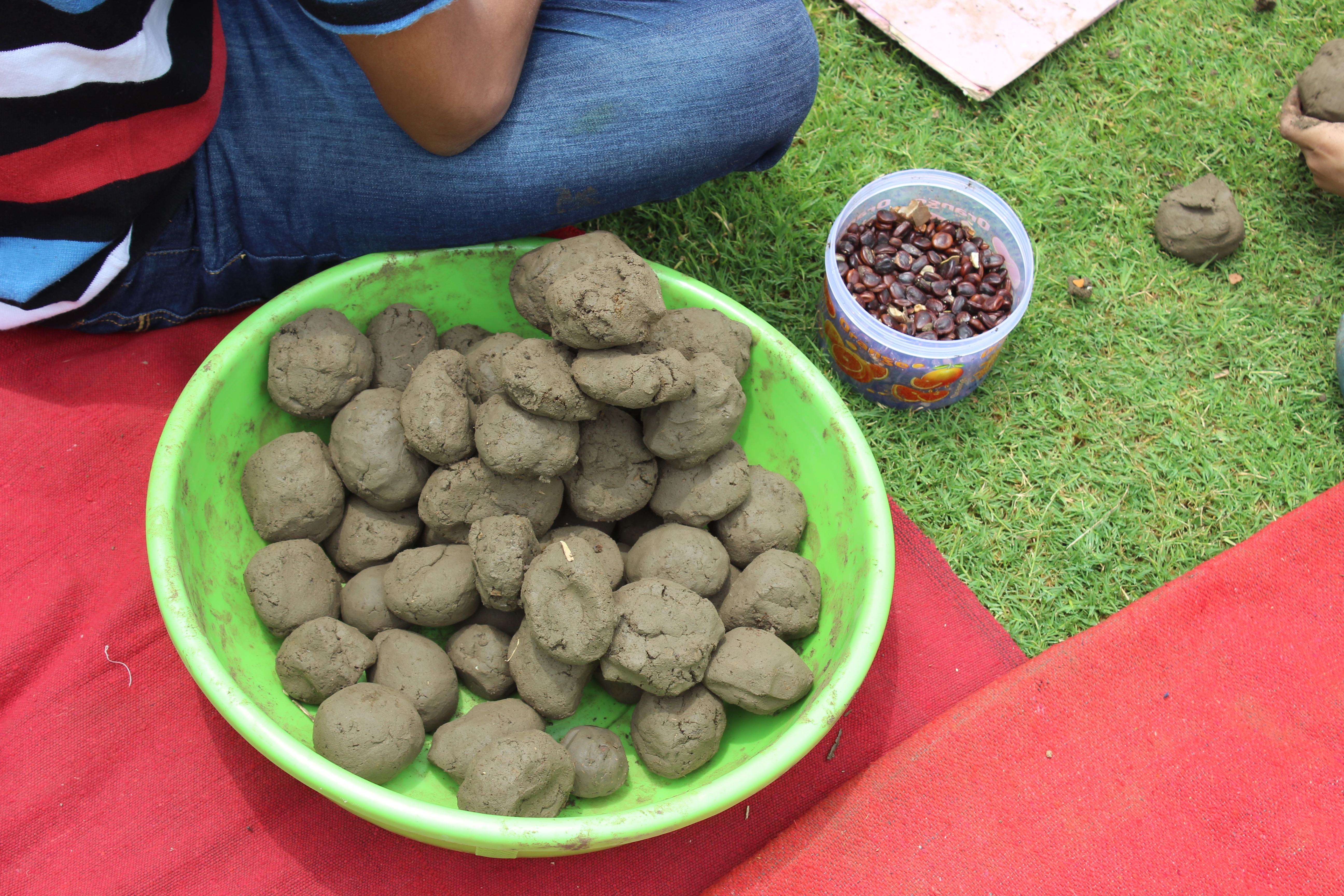
Criação das bolas de semente.

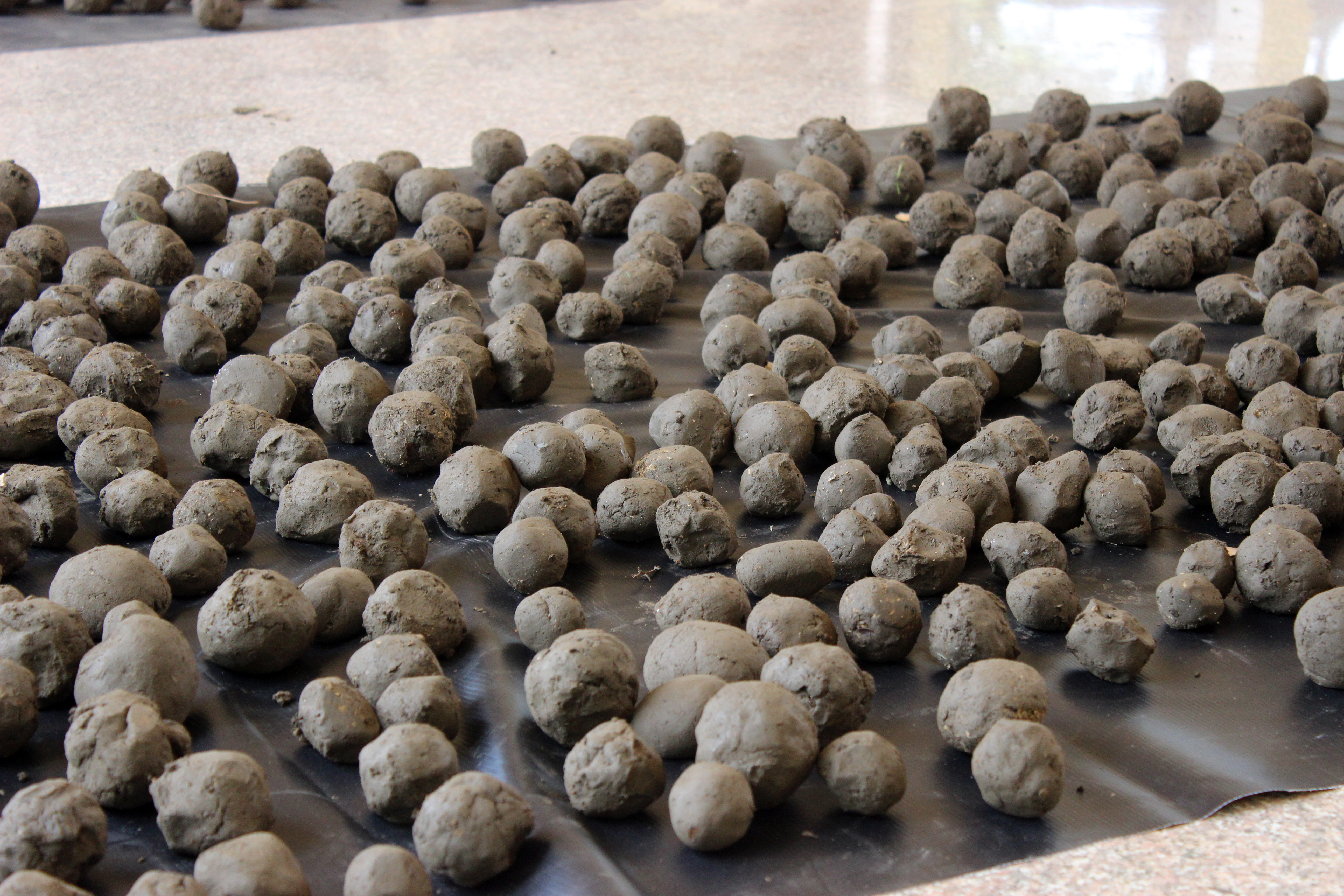
Bolas de semente.

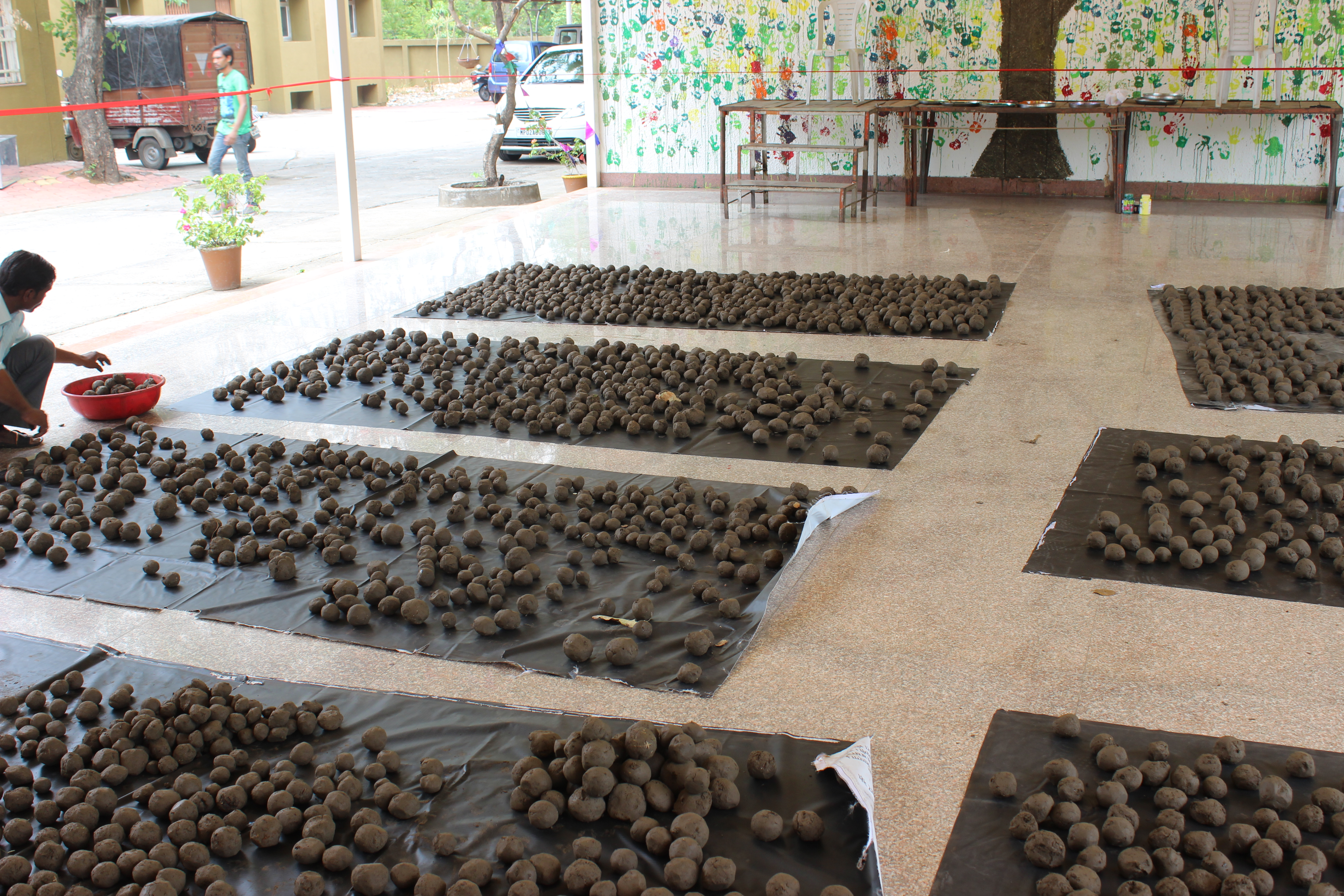
Secamento das bolas de semente.

## A história das bolas de semente
Nos registros escritos, a técnica do uso de bolas de semente para a semeadura apareceu nos textos de Masanobu Fukuoka, um agricultor japonês considerado precursor da permacultura, já que essa palavra somente tenha sido cunhada recentemente. Assim, a técnica é a Fukuoka atribuída, embora recentemente haja quem afirme tratar-se de uma técnica tradicional há muito empregada.
Fukuoka formou-se em agronomia e empregou-se como fiscal sanitário na alfândega japonesa. Porém, a contradição existente entre seus preceitos filosófico-religiosos (budismo) e o método científico de análise da natureza, levaram-no a abandonar seu emprego e retornar à terra de sua família para dedicar-se à agricultura.
De volta ao campo, Fukuoka abandonou o uso não apenas de produtos químicos na lavoura, como de todas as técnicas consideradas artificiais e antinaturais, desenvolvidas pelo homem. Sua agricultura baseou-se no princípio budista da não-ação, e ele compilou seus 5 princípios do cultivo natural:
- não lavrar;
- não fertilizar;
- não usar pesticidas;
- não escardar e
- não podar.

Principalmente nas lavouras de arroz, a semeadura de Masanobu Fukuoka era feita "ao voo" - técnica consistente em apenas arremessar as sementes sobre o campo de cultivo, obviamente, na época adequada conforme a sazonalidade. Porém, Fukuoka percebeu que essa técnica (plantio ao voo) não era adequada a todos os cultivos, todos os terrenos ou todas as espécies.

### O funcionamento no plantio
Assim, para determinados plantios, esse agricultor japonês usava a técnica do Nendo Dango (as bolas de semente, em japonês). Essa técnica possuía diversas vantagens, como:
- proteger as sementes das intempéries,
- evitar que as sementes sejam comidas por aves ou outros animais,
- fornecer nutrientes à semente logo após sua germinação e até o rompimento da bola.

Com as primeiras chuvas, as bolas de sementes se abrem, estando os gérmens já aptos a se desenvolverem.

### O reflorestamento e o combate à desertificação
As bolas de semente de Fukuoka também se mostraram altamente eficazes, tanto para a disseminação de espécimes de plantas em áreas públicas (como parques, beiras de estradas), como em grandes projetos de reflorestamento ou de combate à desertificação.

## Como Fazer
Ingredientes:
Argila, sementes e substrato (ou adubo).
Modo de Fazer:
1º Faça tipo uma panqueca com uma mão cheia de argila, e pressione com força sobre o substrato espalhado. Vire para o outro lado e pressione de novo.
2º Jogue as sementes sobre a panqueca. Use pelo menos três variedades de sementes, aproximadamente uma colher de chá de cada uma. Usar sementes de espécies diferentes aumenta as chances de sucesso em condições variadas. Enrole a panqueca e amasse um pouco. Adicione um pouco de água se começar a secar.
3º Faça bolinhas de mais ou menos 3 cm de diâmetro. Elas já podem ser usadas, ou você pode guardá-las em um lugar escuro e arrejado para secarem, e serem usadas depois.
4º Jogue as bolas de sementes em um terreno vago. Elas funcionam melhor onde não há muita cobertura no solo. Use aproximadamente uma bola parm quadrados. Espere a chuva!